# ایفنی اودیز
ایفنی اودیز (انگلیسی: Ifeanyi Udeze؛ زادهٔ ۲۱ ژوئیهٔ ۱۹۸۰) یک بازیکن فوتبال اهل نیجریه است.
وی همچنین در تیم‌های ملی فوتبال نیجریه نیجر بازی کرده‌است.